# Grupa Azoty Zakłady Azotowe „Puławy”
Grupa Azoty Zakłady Azotowe „Puławy” SA (nazwa skrócona: „Grupa Azoty Puławy”) – polska grupa chemiczna z siedzibą w Puławach, specjalizująca się w wielkotonażowej produkcji nawozów azotowych, jeden z największych na świecie producentów melaminy i największe polskie przedsiębiorstwo w branży wielkiej syntezy chemicznej. Od stycznia 2013 r. wchodzi w skład Grupy Azoty.

## Akcjonariusze spółki
Kapitał zakładowy wynosi 191,15 mln zł i dzieli się na 19,115 mln akcji. Obecnie głównymi akcjonariuszami spółki są:
- Grupa Azoty SA - 95,98%
- Pozostali akcjonariusze - 4,02%

## Historia

### Okres PRL

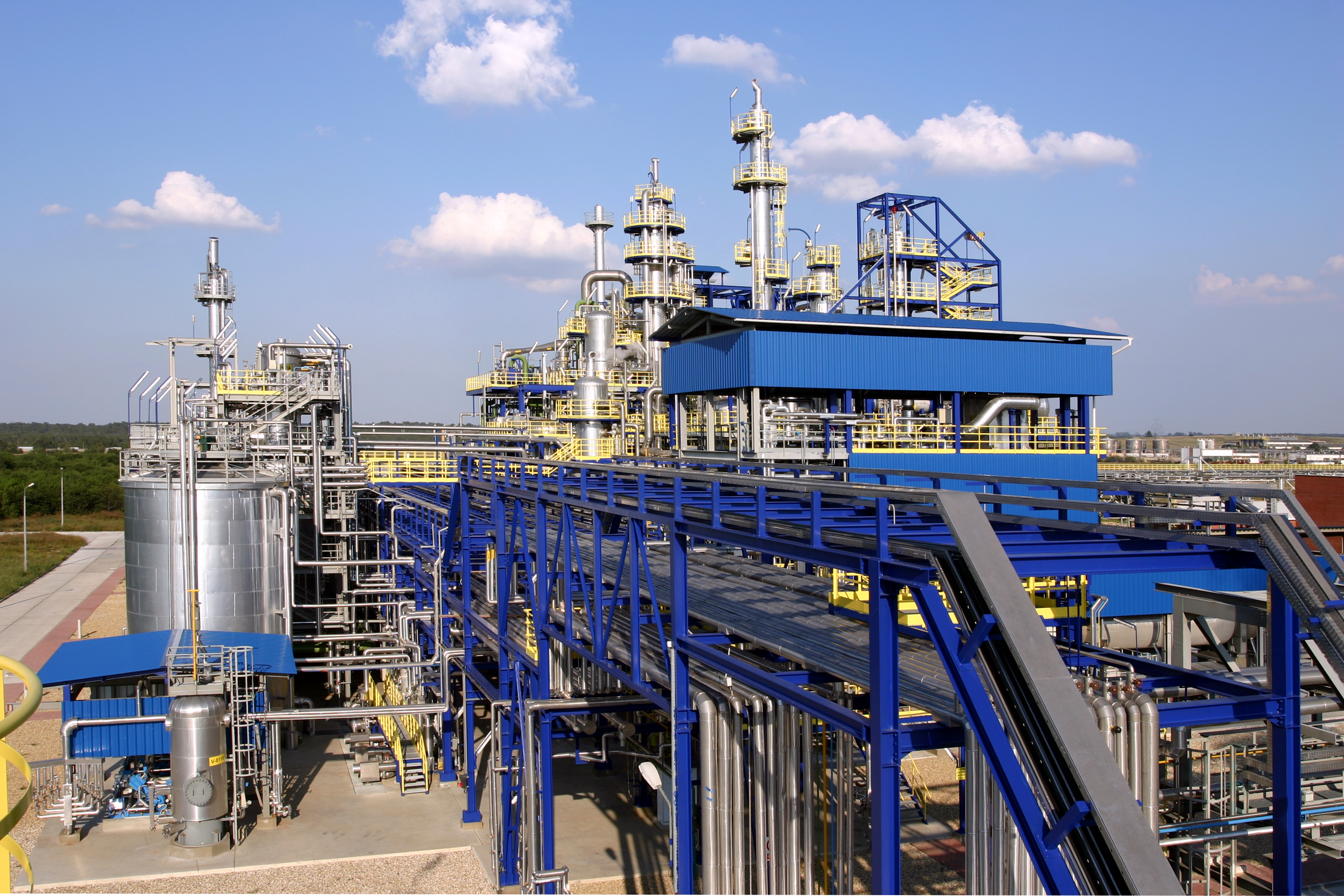
Instalacje produkcyjne w Grupie Azoty Zakłady Azotowe „Puławy” SA

Decyzję o budowie w Puławach zakładów produkujących nawozy azotowe podjęto 19 grudnia 1960 r. Ówczesna Rada Ministrów podjęła uchwałę (nr 42/60) dotyczącą lokalizacji fabryki związków azotowych pod Puławami. Dokument określał m.in. wielkość nakładów inwestycyjnych przeznaczonych na wybudowanie samego zakładu, rozmiary przyszłej produkcji i wielkość zatrudnienia. Przyjęto założenie, iż budowa fabryki będzie realizowana w trzech etapach, z czego ostatni miał rozpocząć się po 1968 r. Całość tej inwestycji oszacowano na 7,2 miliardów złotych. Zwierzchni nadzór nad mającym powstać przedsiębiorstwem państwowym objął Minister Przemysłu Chemicznego Antoni Radliński poprzez Zjednoczenie Przemysłu Syntezy Chemicznej w Gliwicach. Założenia budowy kombinatu chemicznego w Puławach opracowało Biuro Projektów Przemysłu Chemicznego „Prosynchem” w Gliwicach, a po wprowadzeniu pewnych zmian i uzupełnień zatwierdził je w marcu 1961 r. Komitet Ekonomiczny Rady Ministrów.
W pierwszej połowie 1961 r. Ministerstwo Przemysłu Chemicznego opracowało bardziej szczegółowe założenia budowy nowej fabryki, zaś Komitet Ekonomiczny Rady Ministrów zwiększył nakłady inwestycyjne na budowę fabryki do 8,4 miliardów złotych, a także przyznał środki finansowe na inwestycje towarzyszące i budownictwo mieszkaniowe dla pracowników kombinatu. Powstająca fabryka otrzymała oficjalną nazwę: Zakłady Azotowe „Puławy” w budowie. Głównym dyrektorem został Mieczysław Kołodziej, a funkcję zastępcy dyrektora ds. technicznych (naczelnego inżyniera) objął Jan Zdebik. W lipcu 1961 r. przekazano pod budowę kombinatu tereny zalesione, leżące na północnym wschodzie od miasta Puławy, rozlokowane między Michałówką i Wólką Profecką. Zakład był budowany przez 5 lat.
W kwietniu 1962 r. specjalnie w tym celu utworzono Puławskie Przedsiębiorstwo Budownictwa Przemysłowego, które zostało generalnym wykonawcą budowy fabryki. 5 października 1962 r. projekt budowy fabryki przeszedł już wszystkie fazy zatwierdzania i został przyjęty przez Komisję Planowania. Zgodnie z jej zaleceniami uruchomienie pierwszego ciągu amoniaku i mocznika oraz elektrociepłowni miało nastąpić pod koniec 1965 r. W maju 1963 r. wmurowany został akt erekcyjny pod budowę elektrociepłowni.
4 czerwca 1966 r. uruchomiono po raz pierwszy produkcję amoniaku i mocznika. Z kolei 16 lipca 1966 r. miała miejsce oficjalna uroczystość otwarcia fabryki. Po zakończeniu ostatecznych prac budowlanych w dniu 16 października 1968 r. Ministerstwo Przemysłu Chemicznego wydało zarządzenie, na mocy którego zmieniono nazwę przedsiębiorstwa na Zakłady Azotowe „Puławy”. W latach 1967–1970 uruchomiono produkcję dwutlenku węgla i suchego lodu.
W 1970 r. podjęto decyzję o budowie wytwórni kaprolaktamu, zaś od 1975 do 1977 r. budowano pierwszą linię produkcyjną melaminy.
W latach 80. XX w. rozpoczęto działania na rzecz zmniejszania uciążliwości przedsiębiorstwa dla środowiska naturalnego. Zbudowano m.in. oczyszczalnię ścieków przy linii produkcyjnej kaprolaktamu. W tym czasie do produkcji wdrożono pierwszy nawóz dwuskładnikowy - roztwór saletrzano-mocznikowy (RSM).

### Okres III Rzeczypospolitej
1 września 1992 r. zakłady zostały przekształcone w jednoosobową spółkę Skarbu Państwa i uzyskały nową nazwę - Zakłady Azotowe „Puławy” SA 14 listopada 1995 r. została uruchomiona linia produkcyjna nadtlenku wodoru. 15 grudnia 1998 r. zaczęła pracę instalacja wytwarzająca nadboran sodu. Dodatkowo wymieniano i modernizowano linie technologiczne mocznika i amoniaku.
W latach 2000–2004 uruchomiono dwie nowe linie produkcyjne melaminy we współpracy z firmą Eurotecnica, dzięki czemu zakład osiągnął 10% udział w światowej produkcji tego związku chemicznego.
Do 2005 r. właścicielem zakładu był Skarb Państwa, posiadający 99,99% akcji spółki. W 2005 r. firma została sprywatyzowana poprzez emisję akcji na Warszawskiej Giełdzie Papierów Wartościowych, Skarb Państwa pozostał właścicielem pakietu kontrolnego.
30 października 2007 r. została ustanowiona Specjalna Strefa Ekonomiczna Starachowice. Na terenie Puławskiego Parku Przemysłowego utworzona została Podstrefa Puławy, na obszarze ok. 99 ha.
W 2008 r. spółka otrzymała zezwolenie na prowadzenie działalności gospodarczej na terenie specjalnej strefy ekonomicznej, dotyczące inwestycji mającej na celu zwiększenie zdolności produkcyjnych mocznika o ok. 270 tys. ton/rok oraz AdBlue do 100 tys. ton/rok. W tym samym roku zezwolenie na prowadzenie działalności gospodarczej na terenie specjalnej strefy ekonomicznej otrzymała firma Air Liquide w zakresie produkcji gazów technicznych na potrzeby Zakładów Azotowych „Puławy” SA oraz innych klientów. Inwestycje te zostały zakończone w 2010 r.
W 2011 r. spółka nabyła 98,43% udziałów w Gdańskich Zakładach Nawozów Fosforowych „Fosfory” Sp. z o.o..
W 2012 r. spółka nabyła 85% udziałów w chorzowskich zakładach chemicznych - Zakładach Azotowych „Chorzów” SA (dawniej: Azoty-Adipol SA). W tym samym roku została oddana do użytku pierwsza tego typu w Europie instalacja odsiarczania spalin metodą mokrą amoniakalną. Ponadto spółka rozpoczęła budowę dwóch instalacji do produkcji nawozów sztucznych – stałych i płynnych.

We współpracy z Zakładami Azotowymi w Tarnowie-Mościcach spółka rozpoczęła proces konsolidacji przedsiębiorstw Wielkiej Syntezy Chemicznej w ramach Grupy Azoty. 13 lipca 2012 r. Grupa Azoty SA (ówczesne: Zakłady Azotowe Tarnów-Mościce SA) ogłosiły wezwanie na 32% akcji Grupy Azoty Zakładów Azotowych „Puławy” SA (ówczesne: Zakład Azotowe „Puławy” SA), w wyniku którego zakupiła 10,3% akcji puławskiej spółki. 20 września 2012 r. Grupa Azoty i ówczesne Zakłady Azotowe „Puławy” SA podpisały wstępne porozumienie dotyczące zasad współpracy przy konsolidacji dwóch największych przedsiębiorstw chemicznych w Polsce. 14 listopada 2012 r. przedstawiciele zarządów obu podmiotów podpisali umowę konsolidacyjną. 16 stycznia 2013 r. w wyniku emisji akcji serii D przez Grupę Azoty, weszła ona w posiadanie 73,4% akcji Zakładów Azotowych „Puławy” SA. 18 stycznia 2013 r. Komisja Europejska wyraziła zgodę na połączenie Grupy Azoty i Zakładów Azotowych „Puławy” SA W maju 2013 r. dotychczasowy prezes zarządu Grupy Azoty Zakłady Azotowe „Puławy” SA - Paweł Jarczewski został powołany na prezesa zarządu skonsolidowanej Grupy Azoty.

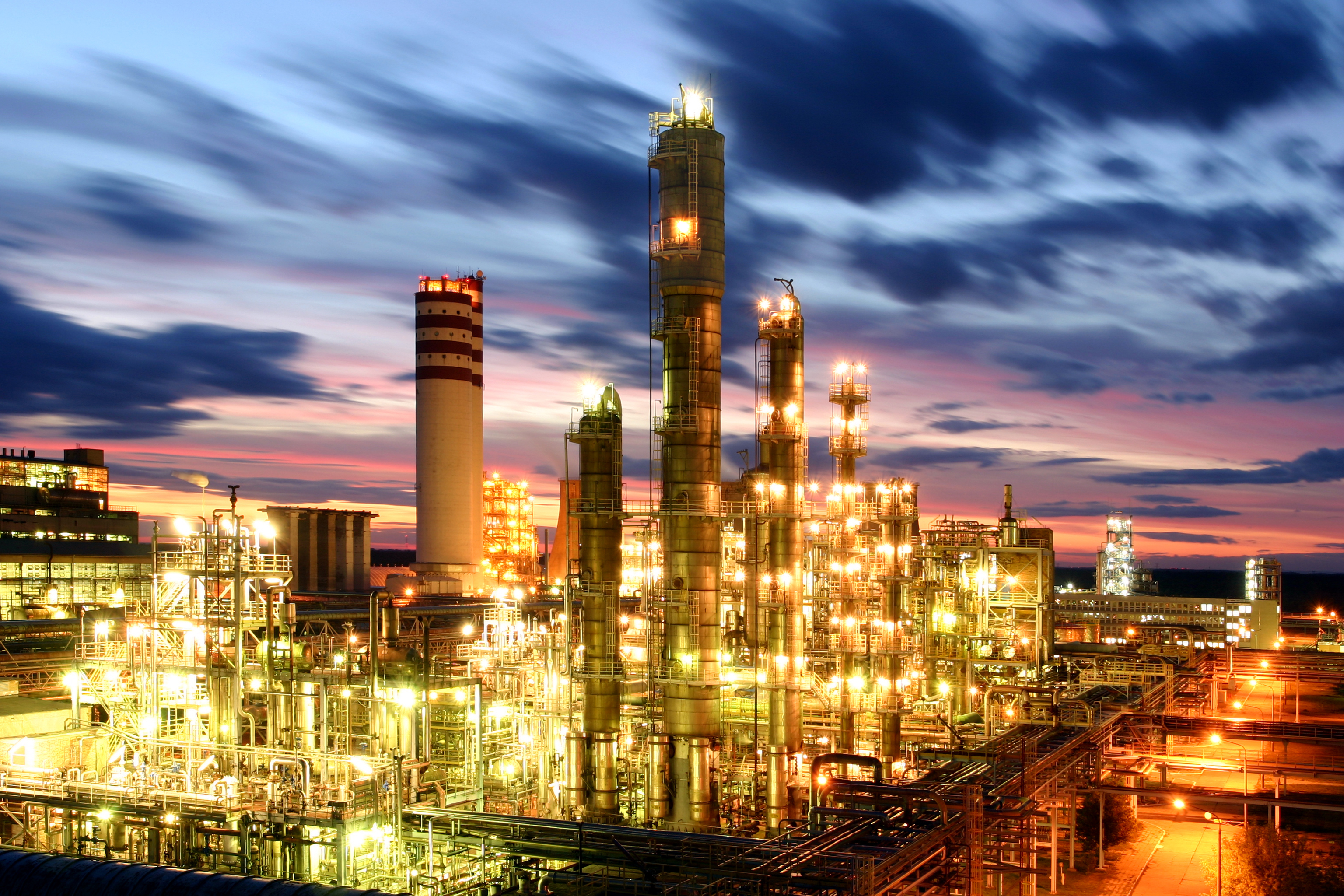
Instalacje produkcyjne w Grupie Azoty Zakłady Azotowe "Puławy" S.A.

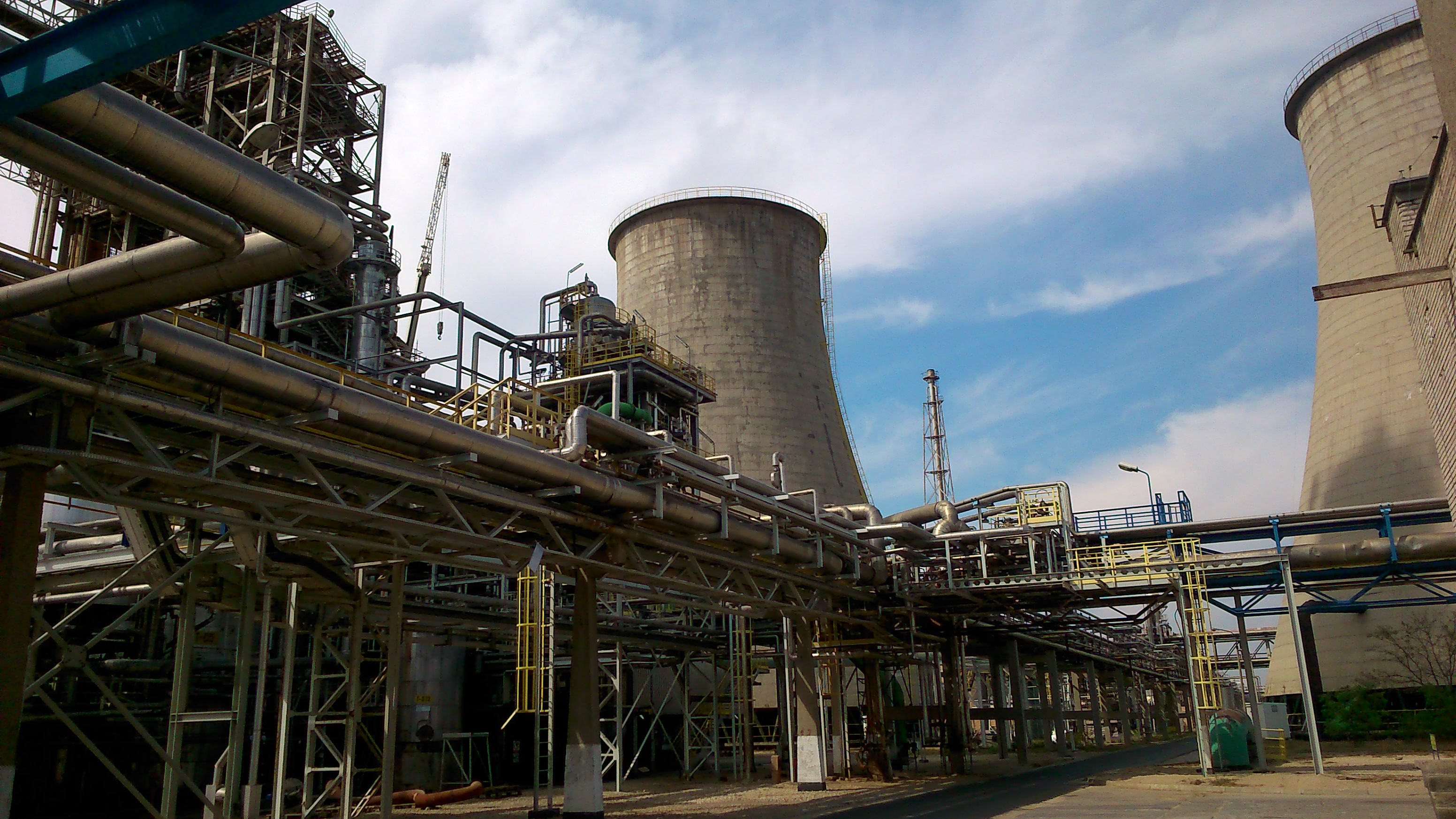
Instalacje

W lipcu 2013 r. w obecności ówczesnego ministra Skarbu Państwa - Włodzimierza Karpińskiego doszło do otwarcia trzech nowych inwestycji zrealizowanych w Puławach. Do użytku oddano instalację do odsiarczania spalin, linię produkcyjną nawozów płynnych z siarką  oraz nowe centrum logistyczne. Instalacja odsiarczania spalin jest jedną z najnowocześniejszych w Europie, poprzez zastosowaną w procesie oczyszczania metodę amoniakalną. Umożliwia to redukcję zanieczyszczenia powietrza o ponad 80%, w konsekwencji obniżenie stężenia tlenków siarki emitowanych do atmosfery.
W dniu 8 lipca 2013 r. rada nadzorcza Grupy Azoty PUŁAWY mianowała Mariana Rybaka, wcześniej pełniącego funkcję członka zarządu oraz wiceprezesa spółki, na stanowisko prezesa zarządu Grupy Azoty PUŁAWY.
We wrześniu 2013 r. w Zakładach Azotowych w Chorzowie, należących do Grupy Azoty PUŁAWY, została oddana do użytku pierwsza w Polsce instalacja do przerobu tłuszczów zwierzęcych i olejów roślinnych. Inwestycja umożliwia wytwarzanie stearyny, gliceryny i destylowanych tłuszczów roślinnych do celów przemysłowych.
Na początku września 2014 r. została uroczyście otwarta nowa baza nawozowa w Dobrym Mieście, należąca do spółki Agrochem, natomiast w październiku 2014 r. oddano do użytku stokaż amoniaku o pojemności 15 tys. ton. We wrześniu 2014 r. Grupa Azoty Zakłady Azotowe „Puławy” zawarła również porozumienie z malezyjskimi spółkami PETRONAS Chemical Group Berhad oraz Sipitang Oil & Gas Development Corporation Sdn Bhd, dotyczące współpracy w zakresie produkcji mocznika oraz wytwarzania innych produktów na bazie amoniaku.
W grudniu 2014 r. zapadła decyzja o realizacji Elektrowni Puławy, wyłącznie przez Grupę Azoty Zakłady Azotowe „Puławy”. W maju 2015 r. rada nadzorcza spółki zatwierdziła nowe założenia projektu energetycznego, który obejmie budowę bloku gazowo-parowego o mocy 400 MWe i będzie jednym z elementów programu inwestycyjnego spółki o wartości 2,2 mld zł. Poza Elektrownią Puławy, w jego skład wejdą również nowe instalacje do produkcji kwasu azotowego oraz modernizacje istniejących linii produkcyjnych.
W 2015 otwarto instalację do produkcji stałych nawozów PULGRAN® i PULGRAN®S, powstających na bazie mocznika i siarczanu amonu. Jej wydajność na poziomie 20 ton na godzinę pozwala produkować ok. 160 tysięcy ton nawozów rocznie. Wartość tej inwestycji wyniosła blisko 460 mln zł.
Jednym z kluczowych aspektów, na jaki nasza spółka kładzie nacisk jest bezpieczeństwo. W związku z tym, w marcu 2015 roku na bazie Zakładowej Straży Pożarnej Grupy Azoty PUŁAWY, utworzone zostało Centrum Edukacji Ratowniczej Grupy Azoty – CERGA. Jego zadaniem jest podnoszenie kwalifikacji i doskonalenie umiejętności pracowników Grupy Azoty, odpowiadających za bezpieczeństwo, ratownictwo i ochronę przeciwpożarową w zakładach dużego ryzyka.
W 2016 roku, w którym Grupa Azoty PUŁAWY obchodziła 50-lecie działalności produkcyjnej, wmurowany został akt erekcyjny pod Wytwórnię Nawozów Granulowanych na Bazie Saletry Amonowej. Budowa nowej instalacji umożliwi wytwarzanie, pakowanie i wysyłkę dwóch produktów: saletrzaku i saletry amonowej granulowanej. Według założeń zdolności produkcyjne wytwórni wyniosą  1400 ton na dobę saletrzaku lub 1200 ton na dobę saletry granulowanej mechanicznie. W skład inwestycji  wejdzie również zaplecze magazynowe i centrum logistyczne.
W 2017 roku Specjalna Strefa Ekonomiczna Starachowice, podstrefa Puławy powiększa się o 12,6 ha i dzięki temu w jej granicach znajdzie się rozpoczęta rok wcześniej budowa Wytwórni Nawozów Granulowanych.
W tym samym roku Grupa Azoty PUŁAWY podpisuje umowę na udzielenie licencji na technologię produkcji kwasu azotowego wraz z dostawą dokumentacji procesowej i kluczowego wyposażenia, jak również świadczenie usług związanych z nadzorem nad montażem i uruchomieniem instalacji.
W lutym 2018 roku spółki wchodzące w skład Grupy Azoty podpisują umowę o współdziałaniu której efektem jest utworzenie Departamentu Korporacyjnego Handlu Segmentu Agro z siedzibą w Puławach. Kluczowymi argumentami do stworzenia departamentu były skuteczna koordynacja działań handlowych w Grupie, usprawnienie zarządzania tym obszarem oraz skuteczna walka z zagrożeniami płynącymi z rynku.
W tym samym roku Grupa Azoty PUŁAWY otrzymała z Narodowego Funduszu Ochrony Środowiska i Gospodarki Wodnej 52,5 mln zł, na modernizację kotła parowego w zakładowej elektrociepłowni. Realizacja tego przedsięwzięcia pozwoli na redukcję emisji tlenków azotu.
Na początku 2019 roku spółka otrzymał 20,5 mln złotych na budowę i wyposażenie laboratorium półtechnik. Laboratorium, którego koszt całkowity wyniesie 50,5 mln ma zostać zrealizowane do połowy 2022 i będzie dedykowane nawozom oraz biotechnologii. Biorąc pod uwagę rozwój tej drugiej dziedziny na świecie, w perspektywie najbliższych 10-15 lat może się ona stać trzecim (obok chemikaliów i nawozów) filarem funkcjonowania Grupy Azoty PUŁAWY. Efekty prac badawczych pozwolą na wytwarzanie zmodyfikowanych technologicznie produktów w segmencie nawozowym i przyczynią się do opracowania nowych produktów biodegradowalnych, wytwarzanych na bazie odpadów i surowców pochodzenia naturalnego.
W kwietniu 2019 zostaje podpisana umowa wstępną z generalnym wykonawcą – konsorcjum Polimex Mostostal SA, Polimex-Energetyka Sp. z o.o. i SBB Energy SA - na budowę nowego bloku energetycznego na węgiel kamienny o mocy 100 MWe. Przedsięwzięcie ma zostać zrealizowane na terenie zakładowej elektrociepłowni. Będzie to blok ciepłowniczo-kondensacyjny z kotłem pyłowym węglowym o mocy nominalnej w paliwie do 300 MWt, z zamkniętym układem chłodzenia z chłodniami wentylatorowymi mokrymi. Kondensator zostanie zaprojektowany na 50% kondensacji ze względu na stały odbiór par technologicznych przez odbiorców zewnętrznych.

## Władze
- Hubert Kamola – prezes zarządu[41]

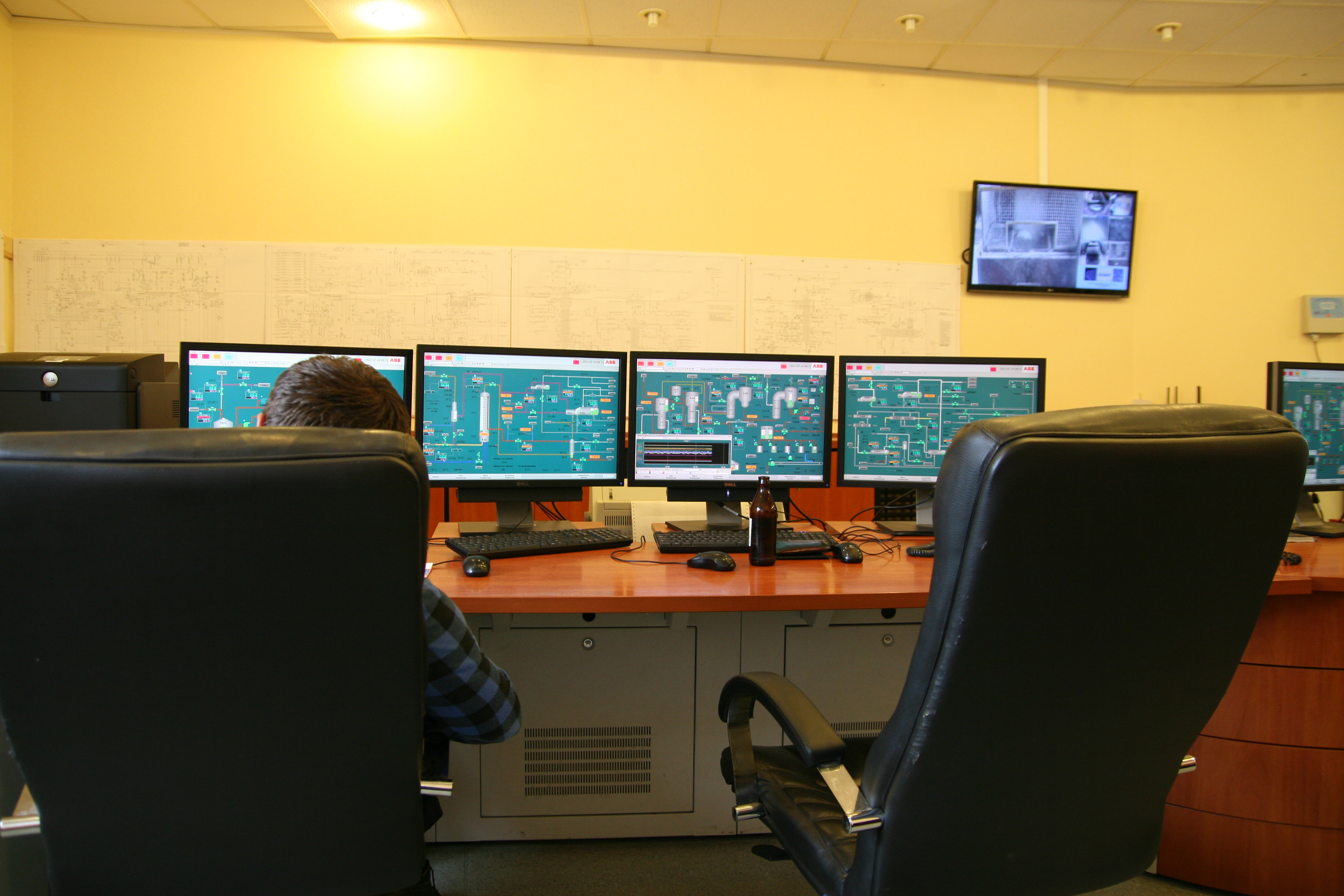
Sterownia w Grupie Azoty Zakłady Azotowe „Puławy” SA

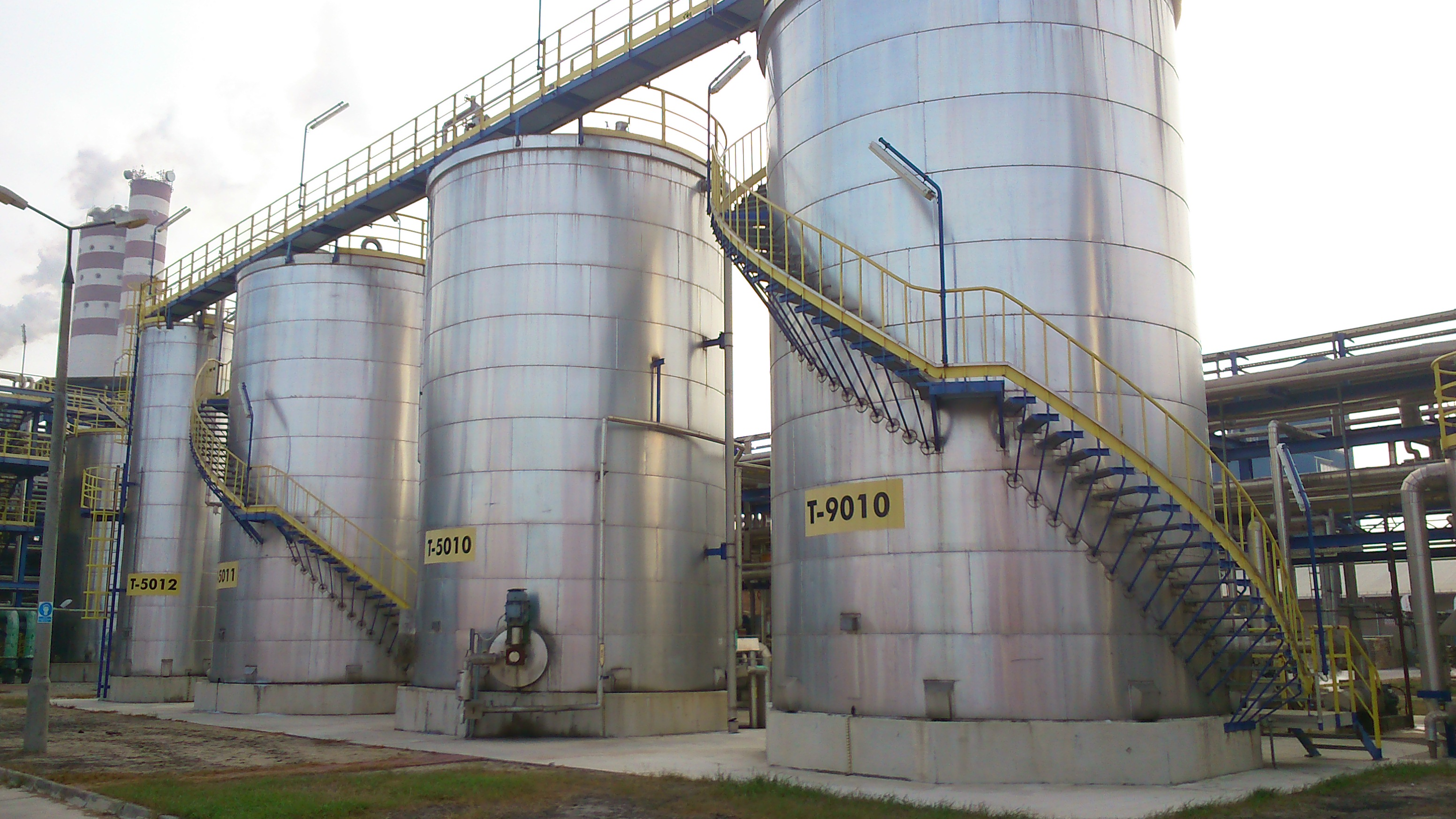
Instalacje produkcyjne w Grupie Azoty Zakłady Azotowe „Puławy” SA

- Wojciech Kozak - wiceprezes zarządu[41]
- Katarzyna Stasiak[41]
- Wojciech Szmyła[41]
- Andrzej Skwarek - członek zarządu[41]

## Badania i rozwój

### Centrum Kompetencji PUŁAWY
Zakłady zainicjowały powstanie Centrum Kompetencji, zrzeszającego przedstawicieli jednostek badawczych, organizacji pozarządowych oraz wyższych uczelni. Jego celem jest wymiana wiedzy pomiędzy wchodzącymi w jego skład podmiotami, ale także stworzenie platformy edukacyjnej dla doradców rolnych i rolników. W skład Centrum Kompetencji wchodzą: Grupa Azoty, Instytut Nowych Syntez Chemicznych w Puławach, Instytut Uprawy, Nawożenia i Gleboznawstwa (PIB Puławy), Uniwersytet Marii Curie-Skłodowskiej w Lublinie, Szkoła Główna Gospodarstwa Wiejskiego w Warszawie, Krajowe Zrzeszenie Producentów Rzepaku i Roślin Białkowych, Krajowa Stacja Chemiczno-Rolnicza w Warszawie, Krajowa Federacja Producentów Zbóż, Stowarzyszenie Przemysłu Wapienniczego, Krajowy Związek Plantatorów Buraka Cukrowego, INTERMAG oraz ADOB.

### Projekty nawozowe

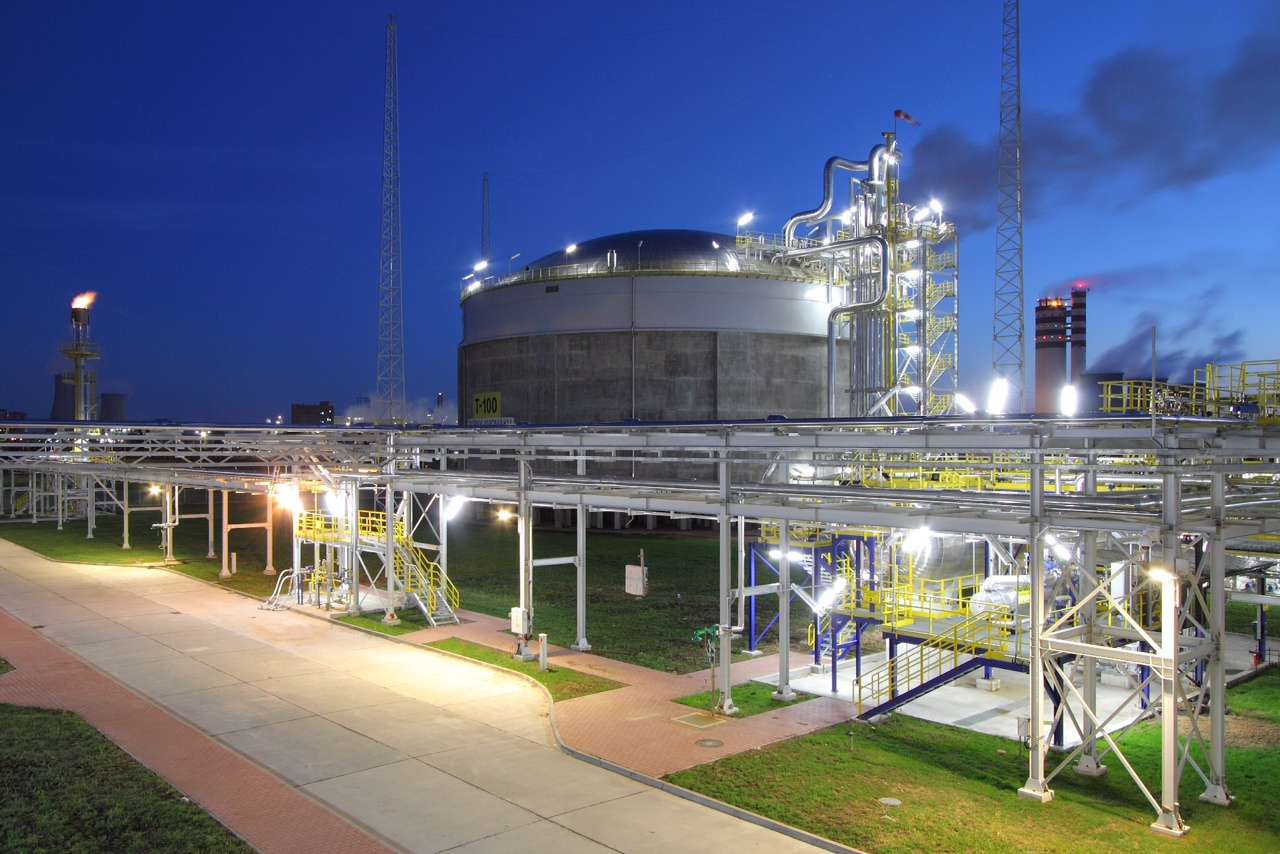
Stokaż amoniaku w Grupie Azoty Zakłady Azotowe „Puławy” SA

Spółka we współpracy z ośrodkami naukowymi z Polski, Niemiec i Czech w 2013 r. podsumowała wyniki programu badawczego, który wykazał korzystniejsze działanie nawozów z dodatkiem siarki na wzrost i rozwój badanych roślin. W tym samym czasie Grupa Azoty PUŁAWY realizowała budowę Nowego Kompleku Nawozowego, który umożliwia wprowadzenie na rynek nowych nawozów azotowych z dodatkiem siarki. Grupa Azoty PUŁAWY prowadzi również badania w zakresie granulacji mechanicznej nawozów na bazie saletry amonowej; produkcji wieloskładnikowych nawozów o przedłużonym czasie działania, stosowanych do precyzyjnego nawożenia oraz wytwarzania wieloskładnikowych nawozów płynnych na bazie roztworu saletrzano-mocznikowego (RSM).
Grupa Lotos i Grupa Azoty Zakłady Azotowe „Puławy” SA podpisały porozumienie o współpracy, w ramach której w Gdańsku zostanie wybudowana linia do produkcji tiosiarczanu amonu. Znajdzie on zastosowanie w produkcji nawozów azotowych. Do wytworzenia tiosiarczanu amonu zostaną użyte kwaśne gazy, które powstają jako produkt uboczny produkcji w instalacjach Grupy Lotos. Oddanie linii produkcyjnej do użytku przewidziano na 2016 r.

### Projekty naukowe
Grupa Azoty PUŁAWY współpracuje z uczelniami w Polsce i za granicą. W lipcu 2012 r. spółka w porozumieniu z Wydziałem Rolnictwa i Biologii SGGW w Warszawie zainicjowała studia podyplomowe dla doradców rolnych w zakresie obrotu nawozami i środkami ochrony roślin. W czerwcu 2013 r. doszło do podpisania porozumienia z lubelskim UMCS, w ramach którego uruchomione zostaną studia inżynierskie na kierunku „Chemia techniczna” w Puławach. Dodatkowo spółka będzie we współpracy z UMCS prowadzić studia podyplomowe dla pracowników. W lipcu 2015 r. Grupa Azoty PUŁAWY podpisała także umowę o współpracy z Wojskową Akademią Techniczną i Politechniką Lubelską, gwarantującą płatne staże dla studentów obu uczelni.

### Projekty chemiczne

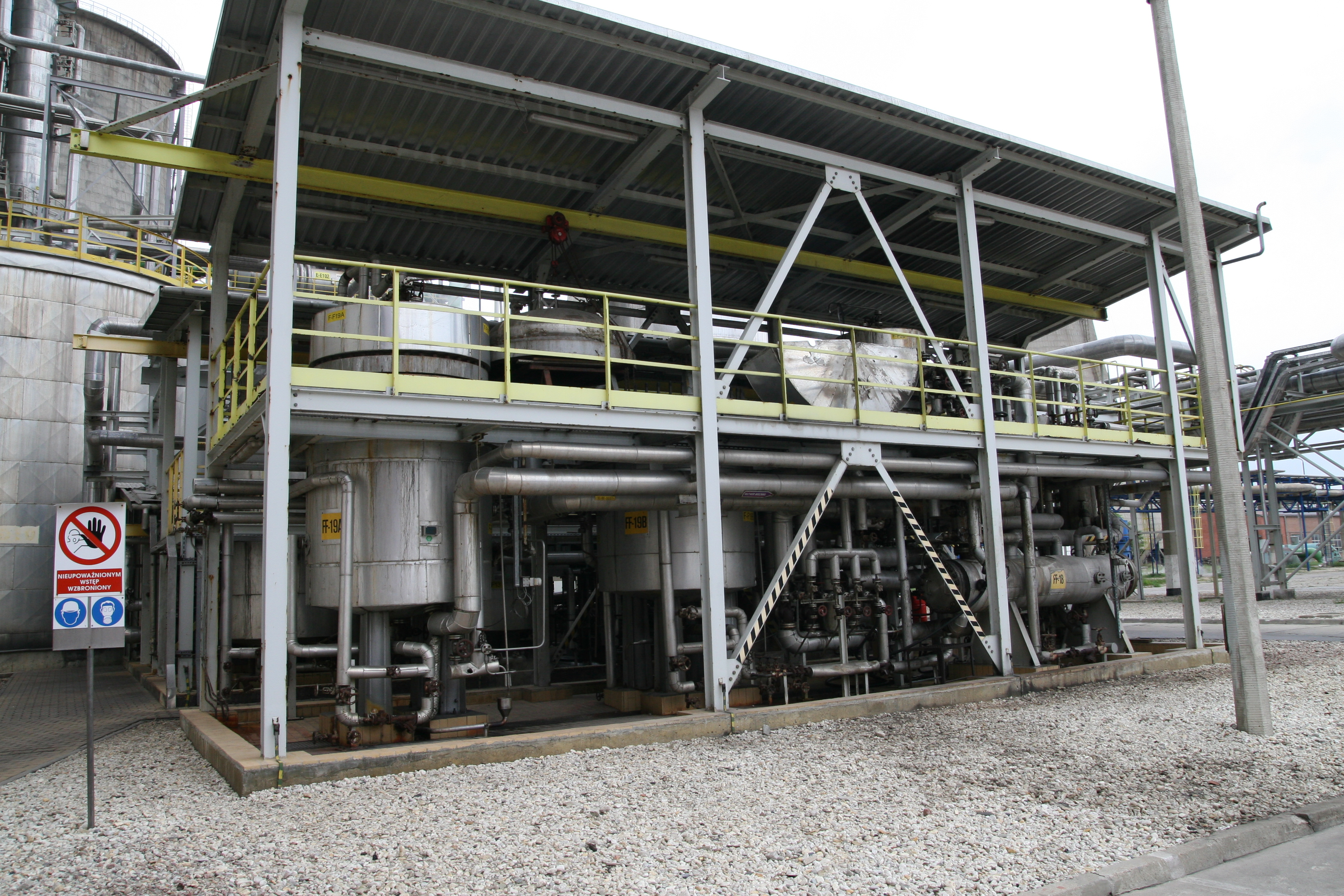
Instalacje produkcyjne w Grupie Azoty Zakłady Azotowe „Puławy” SA

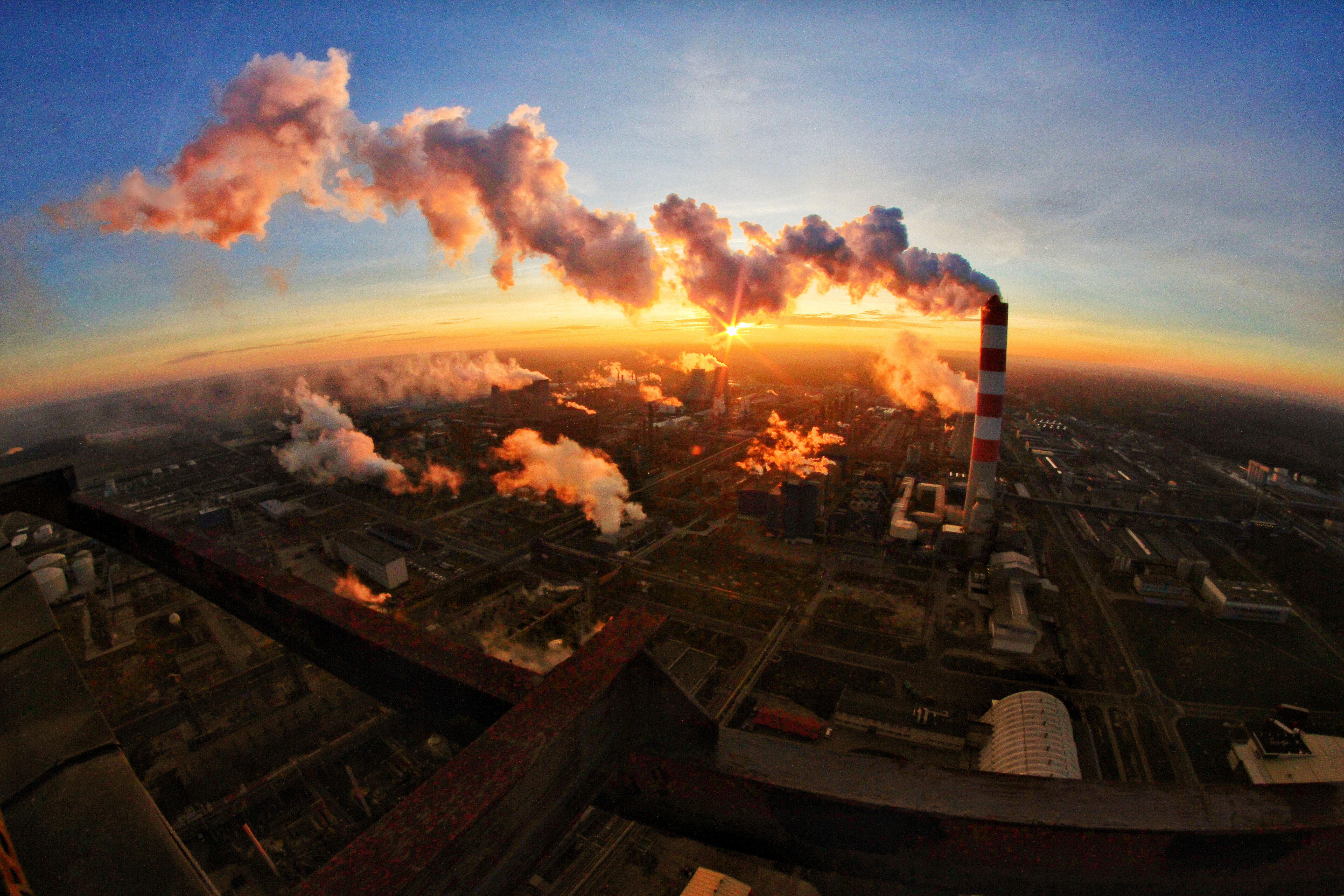
Wschód słońca nad Grupą Azoty PUŁAWY

Grupa Azoty Zakłady Azotowe „Puławy” SA stworzyła kompleksowe rozwiązanie obejmujące zastosowanie reduktantów na potrzeby instalacji redukujących tlenki azotu (NOx). W skład produktów RedNOx wchodzą wytwarzane w Puławach roztwory mocznika i wody amoniakalnej. Znajdują one zastosowanie technologii SCR/SNCR i redukcji NOx. Od października 2006 r. weszły w życie restrykcyjne normy emisji spalin Euro 4, a od października 2008 r. - Euro 5. W 2014 r. wprowadzone zostały nowe normy Euro 6. Dlatego Grupa Azoty PUŁAWY rozpoczęła badania w celu stworzenia produktów ułatwiających redukcję emisji szkodliwych tlenków NOx.
Grupa Azoty PUŁAWY, w ramach Zakładów Azotowych „Chorzów” SA (dawniej: Azoty-Adipol SA) zakończyła realizację inwestycji o wartości 65 mln zł. Projekt zakładał budowę instalacji do przerobu tłuszczów zwierzęcych i olejów roślinnych do destylowanych kwasów tłuszczowych i stearyny. Po uruchomieniu instalacji Zakłady Azotowe „Chorzów” SA są jedynym w kraju producentem stearyny.
W grudniu 2012 r. we współpracy z Instytutem Nawozów Sztucznych, Grupa Azoty PUŁAWY powołała do życia spółkę SCF Natural. Nowy podmiot, powstały z inicjatywy spółki, zajmuje się produkcją i sprzedażą ekstraktów z chmielu oraz ekstraktów z innych surowców roślinnych. Firma wykorzystuje, należącą do Instytutu Nawozów Sztucznych, unikalną instalację do produkcji ekstraktów w warunkach nadkrytycznych przy użyciu CO2. Wsparcie w procesie produkcyjnym stanowi sześć nowych instalacji laboratoryjnych, funkcjonujących na terenie zakładów.

### Projekty surowcowe
W styczniu 2014 r. Grupa Azoty PUŁAWY, KGHM Polska Miedź i Gdańskie Zakłady Nawozów Fosforowych „Fosfory” zainicjowały współpracę, która dotyczy wspólnych projektów badawczych. Spółki mają zaangażować się w poszukiwania i wydobycie surowców chemicznych (w tym soli potasowych) w celu rozbudowy oferty oraz zwiększenia dostępu do zasobów surowcowych.

### Gaz łupkowy
W związku z rozpoczęciem w Polsce odwiertów poszukiwawczych w zakresie możliwości komercyjnego wydobycia gazu łupkowego Grupa Azoty PUŁAWY planuje wybudować instalację przy biologicznej oczyszczalni ścieków. Umożliwi ona odwodnienie osadu w celu wytwarzania sztucznej gleby do rekultywacji terenów, na których będzie prowadzone komercyjne wydobycie gazu łupkowego.

## Produkcja
Aktualna oferta produktowa z segmentach Agro (rolnictwo) i Chemia (produkty chemiczne, monomery) oraz Energetyka:

### Segment Agro

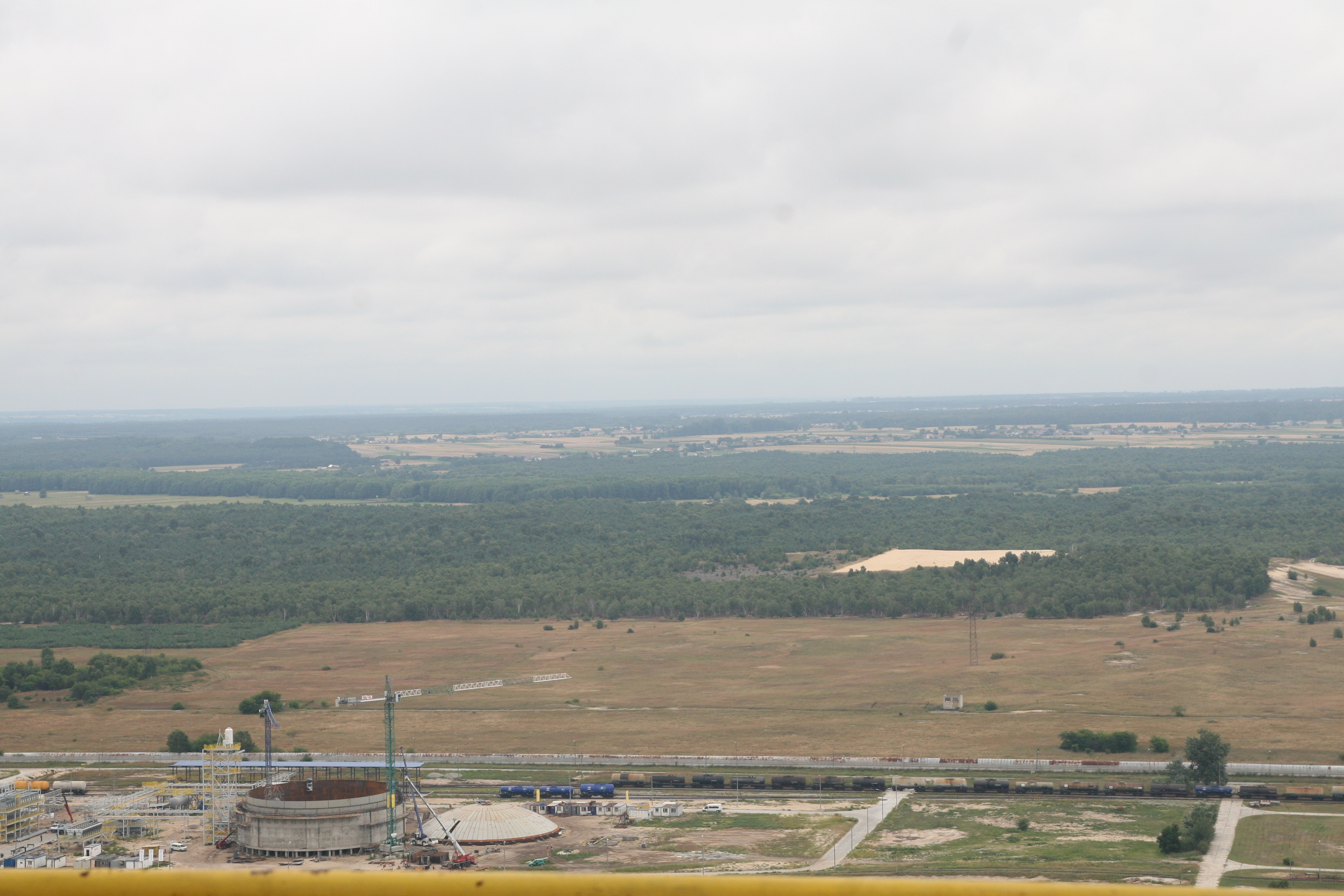
Widok z wieży - Instalacje produkcyjne w Grupie Azoty Zakłady Azotowe „Puławy” SA

- RSM (roztwór saletrzano-mocznikowy RSM)
- Pulan (saletra amonowa)
- Pulrea (mocznik)
- Pulsar (siarczan amonu)
- RSMS (roztwór saletrzano-mocznikowy z siarką)
- Pulaska (roztwór nawozu azotowego z siarką)
- Nawozy NPK: Amofoska, Agrafoska, Amofosmag, Superfosfat i mieszanki nawozowe[62] (wytwarzane przez GZNF „Fosfory”)
- Mączka fosforytowa (wytwarzana przez Gdańskie Zakłady Nawozów Fosforowych „Fosfory”)
- saletra potasowa (wytwarzana przez Zakłady Azotowe „Chorzów” SA - dawniej: Azoty-Adipol SA)
- saletra wapniowa (wytwarzana przez Zakłady Azotowe „Chorzów” SA)
- Plantons i Plantonk (wytwarzane przez Zakłady Azotowe „Chorzów” SA)

### Segment Chemia
- Melamina™

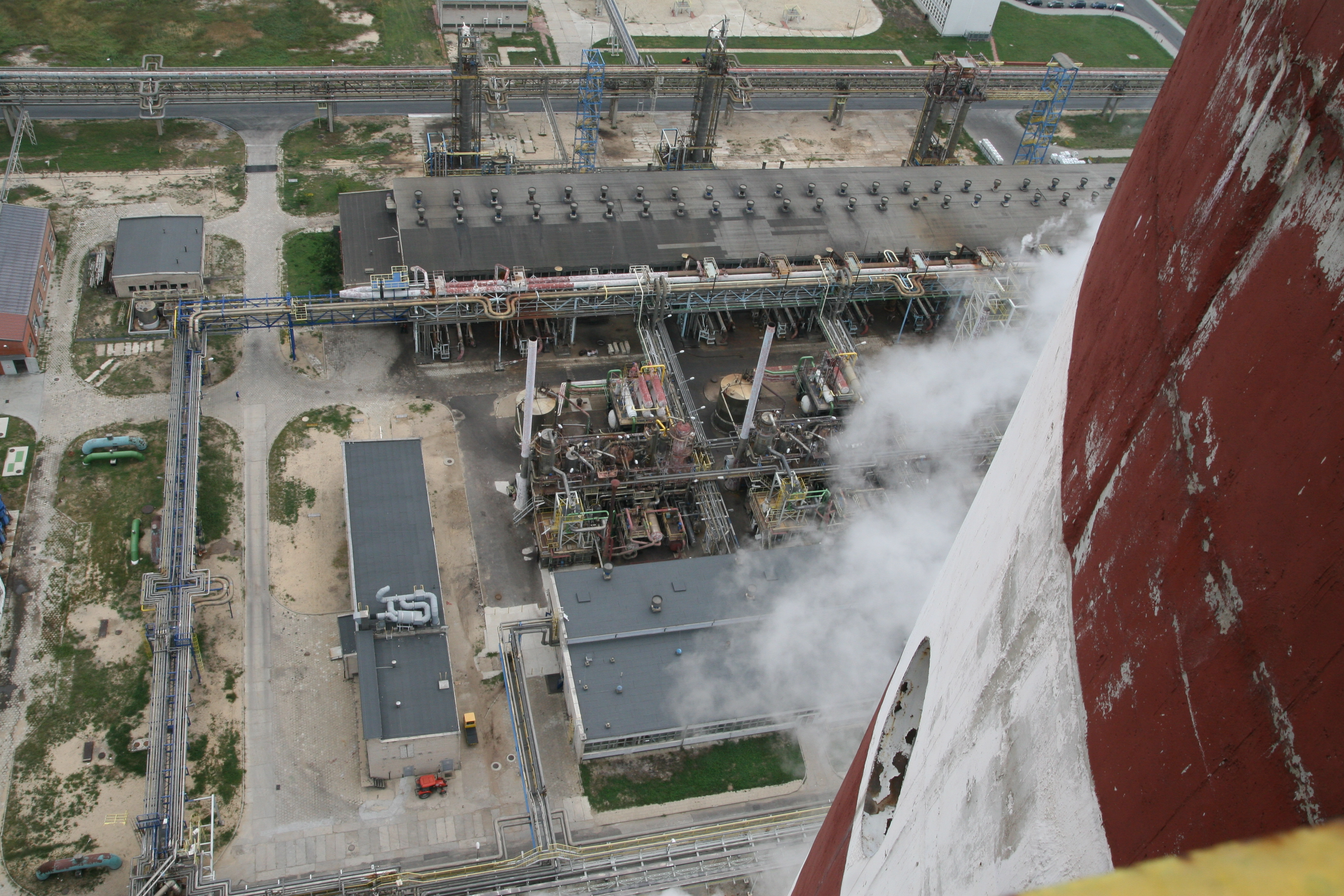
Instalacje produkcyjne w Grupie Azoty Zakłady Azotowe „Puławy” SA

- Caprolactam™ kaprolaktam ciekły i stały
- PULREA™ (mocznik)
- NOXy™, PULNOX® (roztwory mocznika)
- sprężony wodór
- kwas azotowy
- ciekły amoniak
- Coolant (suchy lód)
- ciekły dwutlenek węgla
- Likam (woda amoniakalna)
- Pulnox (roztwory mocznika)
- AdBlue®
- nadtlenek wodoru
- kwas siarkowy (wytwarzany przez GZNF „Fosfory”)
- wodorosiarczyn sodu (wytwarzany przez GZNF „Fosfory”)
- saletra potasowa techniczna i saletra potasowa spożywcza (wytwarzane przez Zakłady Azotowe „Chorzów” SA – dawniej: Azoty-Adipol SA)
- Adial (mieszanki do wytopu aluminium) (wytwarzane przez Zakłady Azotowe „Chorzów” SA)
- chlorek sodu (wytwarzany przez Zakłady Azotowe „Chorzów” SA)
- Scalnit-50 (wytwarzany przez Zakłady Azotowe „Chorzów” SA)

### Segment Energetyka
- energia elektryczna
- energia cieplna
- para technologiczna
- gaz ziemny nisko- i wysokociśnieniowy

## Zdolności produkcyjne

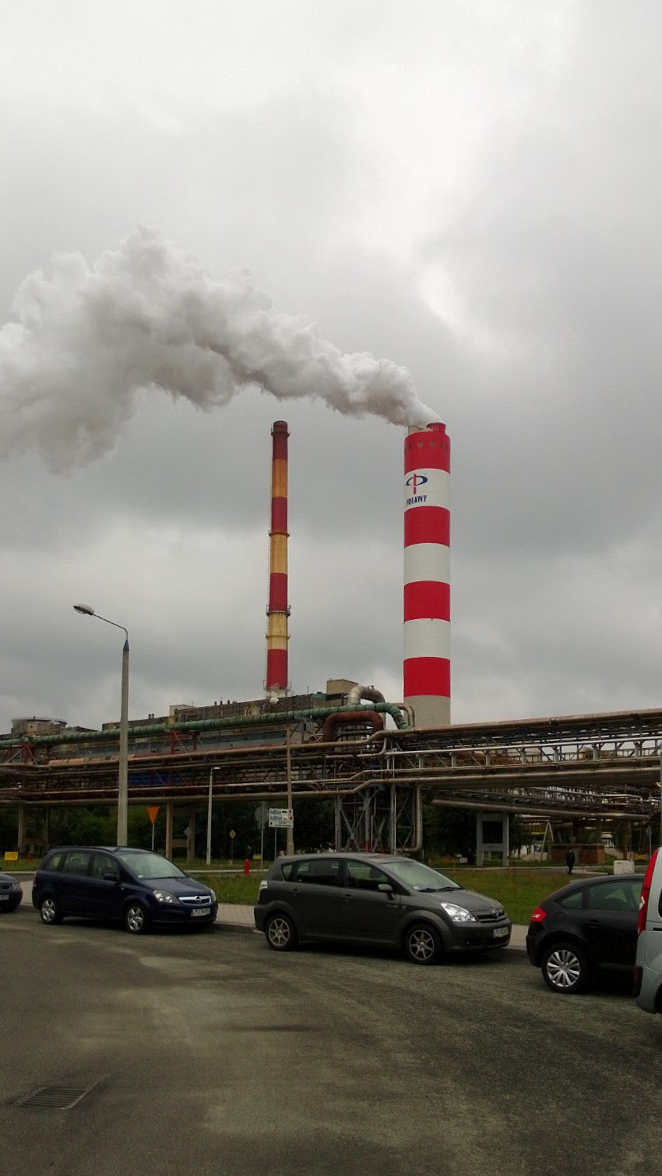
Grupa Azoty Zakłady Azotowe „Puławy” SA

Roczna zdolność produkcyjna Grupy Azoty PUŁAWY przedstawia się następująco:
- mocznik ogółem - 1 200 000 ton/r
- saletra amonowa (roztwór 100%) - 1 100 000 ton/r
- kaprolaktam ciekły - 70 000 ton/r
- melamina - 96 400 ton/r

## Struktura organizacyjna

### Podmioty zależne

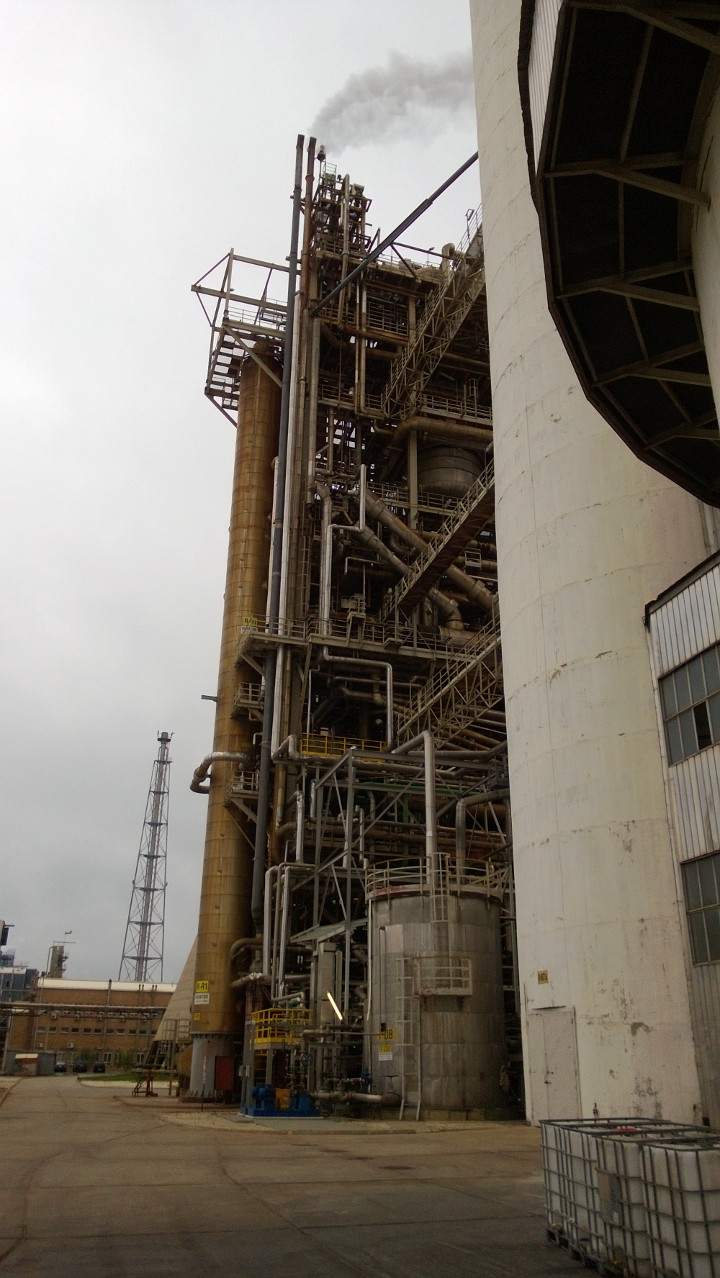
Instalacje produkcyjne w Grupie Azoty Zakłady Azotowe „Puławy” SA

- Gdańskie Zakłady Nawozów Fosforowych „Fosfory” Sp. z o.o. z siedzibą w Gdańsku – 98,43% (procent udziałów w Spółce)[65][66]
- Zakłady Azotowe „Chorzów” SA (dawniej: Azoty-Adipol SA) z siedzibą w Chorzowie – produkcja nawozów i chemikaliów, usługi logistyczne – 85,00%[67][68]
- Agrochem Puławy Sp. z o.o. z siedzibą w Puławach – 100%
- Jawor Sp. z o.o. – usługi hotelowe – 99,96%
- Sto-Zap Sp. z o.o. – usługi kateringowe – 96,15%
- SCF Natural Sp. z o.o. - 99,99%

### Podmioty stowarzyszone
- BBM Sp z o.o. z siedzibą w Gdyni – morski terminal eksportowy – 50,00%
- CTL Kolzap Sp z o.o. z siedzibą w Puławach – usługi bocznicowe – 49,00%
- Navitrans Sp.z o.o. z siedzibą w Gdyni – usługi spedycyjne – 26,45%
- Unibaltic Agro Sp. z o.o. z siedzibą w Szczecinie - armator - 100,00%[69]
- Technochimservis (Zamknięta Spółka Akcyjna z siedzibą w Moskwie) – usługi handlowe – 25,00%

## Sponsoring i działalność filantropijna

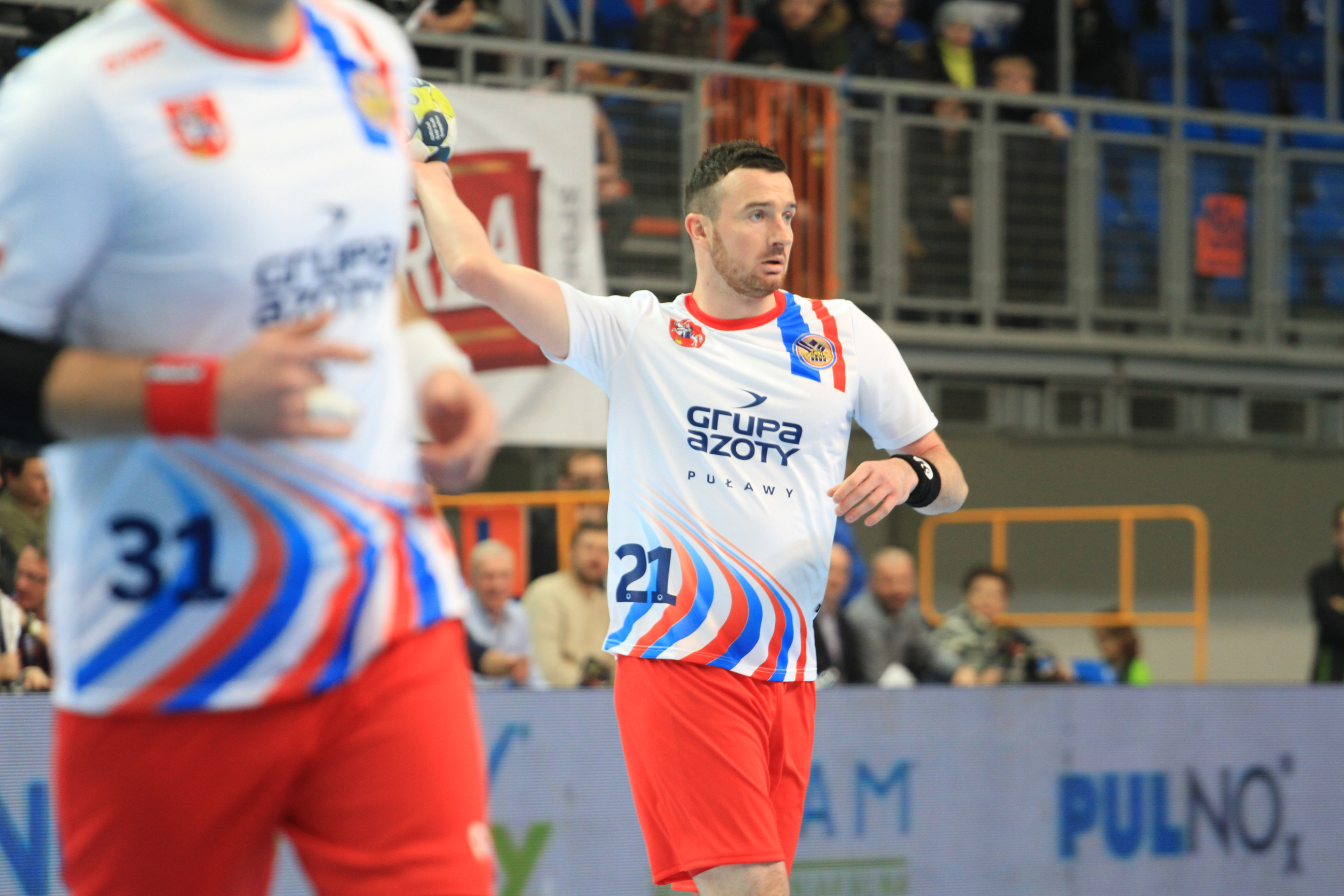
Piłkarze ręczni Azotów Puławy

Grupa Azoty Zakłady Azotowe „Puławy” SA sponsoruje obecnie klub piłki ręcznej Azoty-Puławy powstały w 2003 r., poprzez wydzielenie z klubu Wisła Puławy i występujący w PGNiG Superlidze Mężczyzn
. Spółka wspiera również wielosekcyjny klub sportowy Wisła Puławy, posiadający sekcje piłki nożnej, lekkoatletyki, pływania i podnoszenia ciężarów. Grupa Azoty PUŁAWY sponsoruje także piłkarzy tego klubu.
Spółka wspiera renowację cennych zabytków w Kazimierzu Dolnym, Nałęczowie, Końskowoli i Puławach. Finansuje również rozwój Wschodniego Centrum Leczenia Oparzeń w Łęcznej oraz Samodzielnego Publicznego Zakładu Opieki Zdrowotnej w Puławach.

## Nagrody i wyróżnienia
Grupa Azoty Zakłady Azotowe „Puławy” SA jest laureatem następujących nagród i wyróżnień:
- 2000
  - Nagroda Wybitny Eksporter przyznawana przez redakcję „Rynków Zagranicznych” za osiągnięcia we współpracy gospodarczej z zagranicą.
  - Złoty Wawrzyn Gazety Bankowej w rankingu „Najlepszych firm 2000”. przyznawany przez Gazetę Bankową.
- 2001
  - Certyfikat Przedsiębiorstwo Fair Play 2001 przyznany w konkursie „Przedsiębiorstwo Fair Play” przez Krajową Izbę Gospodarczą i Instytut Badań nad Demokracją i Przedsiębiorstwem Prywatnym za przestrzeganie zasad etyki, uczciwości i rzetelności w biznesie.
- 2002
  - Złoty Orbital w konkursie „Rynku Chemicznego” za całokształt prac związanych z uruchomieniem instalacji Melaminy II.
- 2004
  - Statuetka „Kryształowego Globusa” dla Lidera Wartości Eksportu oraz Lidera Dynamiki Eksportu 2002/2003 przyznawana Redakcję „Polish Export Review” i Stowarzyszenie „Klub Eksportera”.
- 2010
  - Nagroda za zajęcie 2. miejsca pod względem liczby patentów w latach 2004-2008.
  - Wyróżnienie za opracowanie sposobu wytwarzania siarczanu hydroksyloaminy w instalacji do produkcji kaprolaktamu. Nagroda została przyznana przez prezesa Krajowej Izby Gospodarczej.
- 2011
  - Nominacja w konkursie Firma Dobrze Widziana na najlepszy wizerunek w kontekście społecznej odpowiedzialności biznesu w województwie lubelskim – wyróżnienie przyznane przez Business Centre Club za zaangażowanie społeczne i realizowanie idei odpowiedzialności społecznej biznesu[73].
  - Nagroda Lubelski Orzeł Biznesu w kategorii: duże przedsiębiorstwo przemysłowe. Nagroda przyznana przez Lubelski Związek Pracodawców[74].
  - Laureat rankingu „Innowatorzy” Wprost – najbardziej innowacyjnych polskich przedsiębiorstw, przygotowanym przez Instytut Nauk Ekonomicznych Polskiej Akademii Nauk[75].
  - Nagroda Złote Klucze do Sukcesu 2010 w konkursie Gazety Wyborczej w Lublinie w kategorii firmy duże[76].
  - Medal Acanthus Aureus za stoisko podczas międzynarodowych Targach Ochrony Środowiska POLEKO 2011 w Poznaniu[77].
- 2012
  - Laureat tytułu „Tego, który zmienił polski przemysł”. przyznany przez Redakcje Miesięcznika Gospodarczego „Nowy Przemysł” i portalu gospodarczego Wnp.pl[78]
  - Nagroda w XVI edycji konkursu „Modernizacja roku”. w kategorii obiekty przemysłowo – inżynieryjne za modernizację instalacji mocznika w Zakładach Azotowych „Puławy” SA[79]
  - Dyplom za zajęcie trzeciego miejsca w rankingu firm, które uzyskały najwięcej patentów w Polsce w 2011 r., przyznany przez Instytut Nauk Ekonomicznych PAN i Sieć Naukową MSN.
  - Nagroda Sybilli dla Puławskiego Przedsiębiorcy r. 2011.
  - Certyfikat Innowacyjności potwierdzający obecność w gronie Najbardziej Innowacyjnych Firm w Polsce, przyznany przez Instytut Nauk Ekonomicznych PAN i Sieć Naukową MSN.
  - Wyróżnienie w konkursie The Best Annual Report 2011 za bardzo dobre zastosowanie Międzynarodowych Standardów Sprawozdawczości Finansowej/Międzynarodowych Standardów Rachunkowości w sprawozdaniu finansowych Spółki.
  - Certyfikat w Rankingu Polskich Przedsiębiorstw i tytuł Perła Polskiej Gospodarki, przyznany przez Instytut Nauk Ekonomicznych PAN i redakcję miesięcznika Polish Market.
- 2013
  - Laureat Filarów Polskiej Gospodarki 2012.
  - Laureat plebiscytu Firma Dobrze Widziana - wyróżnienie przyznawane przez Związek Pracodawców Business Centre Club, dla firm odpowiedzialnych społecznie na terenie województwa lubelskiego.
  - Laureat nagrody Polish Chemical Awards 2013 w kategorii Inwestycja roku za innowacyjną instalację odsiarczania spalin, instalację do produkcji nawozów płynnych oraz nowo powstałe centrum logistyczne[80]. W kategorii Spółka Chemiczna Roku, uznana za najaktywniejszą i wyróżniającą się spółkę roku.
- 2014
  - Laureat Diamentów Forbesa - nagrody przyznawanej przez magazyn gospodarczy Forbes, przedsiębiorstwom osiągającym wysoką rentowność i znaczące wyniki finansowe oraz wykazującym się odpowiednią wartością kapitałów własnych, w kategorii Duże firmy, o przychodach powyżej 250 mln złotych, co dało 18. miejsce wśród krajowych przedsiębiorstw[81].
  - Laureat XXIII edycji konkursu Lider Polskiego Biznesu, organizowanego przez Business Centre Club, jako czołowy gracz krajowego przemysłu nawozowo-chemicznego[82]. Laureatem osobowym został również uznany prezes zarządu – Marian Rybak.
  - Laureat Nagrody Gospodarczej Prezydenta RP, przyznana w kategorii „Zielona gospodarka” za szereg inwestycji proekologicznych oraz działania w zakresie ochrony środowiska[83].
  - Wyróżnienie Business Superbrands oraz Created in Poland Business Superbrands dla marek Grupa Azoty oraz Zakłady Azotowe Puławy[84], przyznawane przez organizację SuperBrands.
  - Złota Karta Lidera Bezpiecznej Pracy, przyznana przez Komisję Wyboru Liderów Bezpiecznej Pracy działającą przy Forum Liderów Bezpiecznej Pracy, za stałe podnoszenie poziomu i kultury pracy oraz zwiększanie poziomu bezpieczeństwa pracy[85].
  - Nagroda specjalna oraz złoty medal z wyróżnieniem dla wynalazku „Sposób oczyszczania płynów z odsiarczania spalin od związków fluoru oraz urządzenie do realizacji tego sposobu” oraz drugi złoty medal za wynalazek „Sposób rozkładu wodoronadtlenku cykloheksylu w procesie utleniania cykloheksanu”, zgłoszone do konkursu przez Grupę Azoty Zakłady Azotowe „Puławy”, a organizowanego podczas Targów Innowacji Brussels Innova 2013[86].
- 2015
  - Laureat Filarów Polskiej Gospodarki 2014, pierwsze miejsce wśród najlepiej postrzeganych firm województwa lubelskiego[87].
  - Godło Promocyjne „Teraz Polska”, przyznane grupie produktów RedNOx® - NOXy®, LIKAM® i PULNOx® - służących do redukcji tlenków azotu[88].
- 2016[89]
  - Tytuł „Solidny Pracodawca 2015” dla Grupy Azoty Zakłady Azotowe „Puławy” S.A. w ramach Programu „Solidny Pracodawca Roku”.
  - Złota Karta Lidera Bezpiecznej wręczona podczas XIX dorocznej Konferencji Forum Liderów Bezpiecznej Pracy, 19 października Międzyzdroje
  - Nagroda „Diamenty Polskiej Chemii” dla Grupy Azoty Puławy w kategorii Inwestycja Roku za budowę nowej wytwórni nawozów granulowanych na bazie saletry amonowej, przyznana podczas V edycji „CHEMICAL INDUSTRY SUMMIT & AWARDS GALA”, organizowanej przez Executive Club we współpracy z PwC Polska
- 2017[89]
  - Tytuł Solidny Pracodawca za rok 2016
  - 1. miejsce w Setce Kuriera Lubelskiego w kategorii Najwięksi eksporterzy
  - 2. miejsce w Setce Kuriera Lubelskiego w kategorii Przychody
  - 1. miejsce w Złotej Setce Dziennika Wschodniego w kategorii Najwięksi eksporterzy
  - 2. miejsce w Złotej Setce Dziennika Wschodniego w kategorii Najbardziej zyskowne firmy
- 2018[89]
  - medal „Zasłużony dla Eksportu” przyznany przez Krajowe Stowarzyszenie Eksporterów Rzeczypospolitej Polskiej i wręczony 7 lutego 2018 r. podczas Gali Eksportu, która odbyła się w Centrum Kongresowym Uniwersytetu Przyrodniczego w Lublinie.
  - Złota Karta Lidera Bezpiecznej Pracy przyznana na lata 2019-2012 przez Centralny Instytut Ochrony Pracy – Państwowy Instytut Badawczy jako wyraz uznania dla wyników uzyskanych w zakresie poprawy warunków pracy, bezpieczeństwa i ochrony człowieka w środowisku pracy. Ogłoszenie zwycięzców nastąpiło podczas XXI Konferencji Liderów Bezpiecznej Pracy pn. „Bezpieczeństwo pracy w XXI wieku. 20 lat Forum Liderów Bezpiecznej Pracy”
  - wyróżnienie dla zespołu pracowników Spółki w 46. edycji Ogólnopolskiego Konkursu Poprawy Warunków Pracy, organizowanego przez Ministerstwo Rodziny, Pracy i Polityki Społecznej w kategorii: rozwiązania techniczne i technologiczne za opracowanie pt: Modernizacji Stacji Wysyłkowej Popiołu nr 1 i 2.
- 2019[89]
  - Złoty Listek w rankingu CSR tygodnika „Polityka” - nagroda dla najbardziej odpowiedzialnych i zaangażowanych społecznie firm.
  - 2. miejsce w kategorii produkcja przemysłowa w XIII Rankingu Odpowiedzialnych Firm - zestawieniu największych spółek w Polsce, ocenianych pod kątem jakości zarządzania społeczną odpowiedzialnością biznesu (CSR).
  - Setka Kuriera Lubelskiego 2019 - 2. miejsce w rankingu głównym oraz I miejsce w kategoriach Firma Przemysłowa i Największy Eksporter trafiło do Grupy Azoty Zakłady Azotowe Puławy S.A.
  - Złota Setka Dziennika Wschodniego 2019 - 2. miejsce w rankingu głównym oraz pierwsze miejsce w kategorii największy eksporter w regionie.

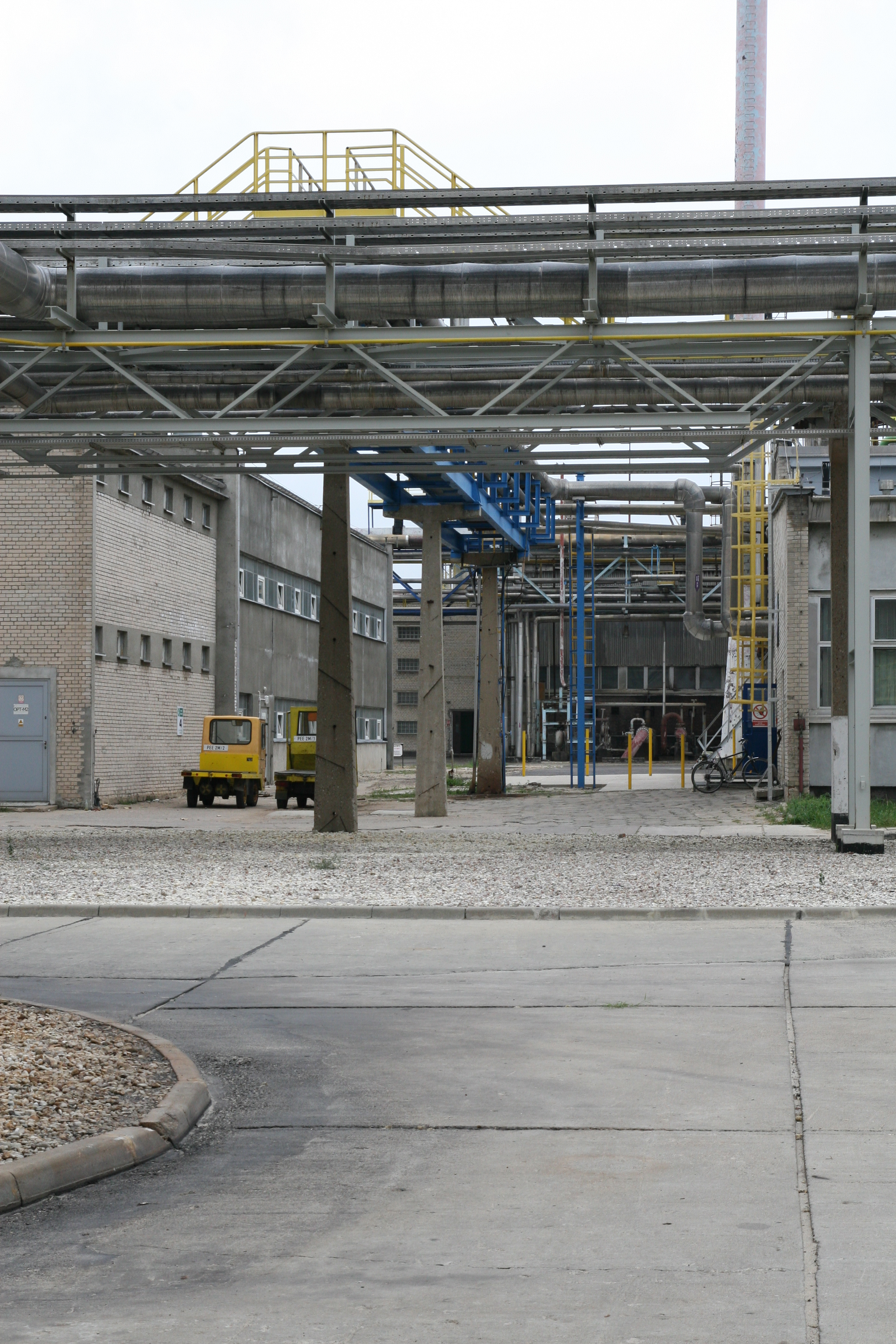
Instalacje produkcyjne w Grupie Azoty Zakłady Azotowe „Puławy” SA